# Чока (гора)
Чока (амх. ጮቄ ተራራ, англ. Ch'ok'e Terara, Mount Birhan), з висотою 4100 м н.р.м., є однією з найвищих гір Ефіопії, розташована на південь від озера Тана. На самій горі та в її околицях бракує лісу, і її схили до висоти 3000 м н.р.м. обробляються.